# Castelar (Santa Fé)
Castelar (Santa Fé) é uma comuna da província de Santa Fé, na Argentina.